# Republikanizm w Australii
Republikanizm w Australii – tendencje dążące do likwidacji instytucji monarchy w Australii i wprowadzeniu w tym państwie ustroju republikańskiego.

## Geneza
Idee republikańskie w Australii są najżywsze ze wszystkich państw Commonwealthu. Pierwsze tendencje republikańskie pojawiły się w Australii w 1788 r. po przybyciu na ten kontynent pierwszego transportu więźniów, nazywanego First Fleet. Więźniowie, którzy zostali tam zesłani, przekonywali, by nowe władze zerwały więzi z Wielką Brytanią. Największymi zwolennikami tego pomysłu byli wyznający w większości katolicyzm członkowie społeczności irlandzkiej. Przeżywający apogeum na początku XIX w. konflikt między protestanckimi Anglikami a katolickimi Irlandczykami oraz skutki wydalenia więźniów z ich ojczyzny stały się podstawą do rozwoju ruchu republikańskiego. 

## Współczesne dążenia do zmiany ustroju

### Referendum z 1999
6 listopada 1999 r. przeprowadzono referendum, w którym postawiono australijskim obywatelom dwa pytania. Pytanie drugie dotyczyło kwestii technicznej (podniesienia istniejącej preambuły do teksu właściwej konstytucji państwa). Pierwsze pytanie znalazło się jednak na oczach całego kraju i świata. Mianowicie dotyczyło ono zmiany ustroju i wprowadzenia w Australii ustroju republikańskiego z prezydentem wybieranym przez australijski parlament federalny większością 2/3 głosów. Ten alternatywny model został wypracowany przez Konwencję Konstytucyjną w 1998 r. Model ten zaakceptowano jako propozycję zmiany, która powinna uzyskać najwyższą legitymizację - poprzez referendum ogólnokrajowe. Większość (54,4%) głosujących sprzeciwiło się jednak tejże propozycji.

### Zapowiedź premier Australii
Na finiszu kampanii wyborczej przed wyborami do parlamentu Związku Australijskiego ówczesna premier Julia Gillard opowiedziała się za przejściem na rządy republikańskie po śmierci królowej Elżbiety II. Tego rodzaju deklaracja została odebrana jako chęć zdobycia poparcia dla rządzącej od 2006 r. Australijskiej Partii Pracy kosztem wspierających opcję monarchii konserwatystów.

## Zmiana flagi
Osobny artykuł:  Debata nad zmianą flagi Australii.

Propozycja nowej flagi Wayne’a Stokesa.

Powiązana z tematem zmiany ustroju jest też dyskusja nad tym, czy flaga państwowa Australii powinna ulec zmianie, szczególnie przez usunięcie z flagi kantonu flagi Wielkiej Brytanii, będącej symbolem czasów kolonialnych, a co za tym idzie - związku z monarchią brytyjską. Argumentem za tym ma być także fakt, że obecna australijska flaga jest zbyt podobna do flagi Nowej Zelandii. Premier Nowej Zelandii Winston Peters posunął się nawet do oskarżenia Australijczyków a kradzież projektu flagi.